# 風と共に去りぬ
『風と共に去りぬ』（かぜとともにさりぬ、英語: Gone With the Wind）は、マーガレット・ミッチェルの長編時代小説。題名はアーネスト・ダウスンの恋愛詩「シナラの詩の一句から引用したもので南北戦争という「風」と共に、当時絶頂にあったアメリカ南部白人たちの貴族文化社会が消え「去った」ことを意味する。
南北戦争下のジョージア州アトランタ市を背景に、アイルランド系移民の父と、アメリカ南部のフランス系名家出身の母を持つ気性の激しい南部女性、スカーレット・オハラの半生を、彼女を取り巻く人々ともども、壮大に描いた作品である。10年近い歳月を費やして執筆され、1936年6月30日に出版、翌年ピューリッツァー賞を受賞した。

## ストーリー
舞台は奴隷制が残る1860年代のアメリカ南部・ジョージア州。南北戦争の頃である。
アイルランド系移民で一代で成功した農園主の娘、スカーレット・オハラは、自分と同じ上流階級の青年アシュレー・ウィルクスに恋をしていた。だがアシュレーは、アシュレーの従姉妹メラニーと婚約していた。「12本の樫の木屋敷」でのパーティーで、2人の結婚を知って愕然としたスカーレットはアシュレーに想いを打ち明けるが、アシュレーはスカーレットに惹かれていることは認めながらもメラニーと結婚すると言う。アシュレーが去った後、癇癪を起こしたスカーレットはそばにあったウィルクス家の花瓶を投げつけて壊す。一部始終を目撃したレット・バトラーは、彼女の生命力にあふれた躍動的な精神に強く魅かれる。
スカーレットは軽蔑する友人達の陰口を聞き、アシュレーへの当て付けのためにメラニーの弟（チャールズ・ハミルトン）が自分に求婚をするように仕向けた。何も知らないチャールズは、スカーレットの思惑通り、南北戦争の開戦のニュースに沸き立つ中で彼女に求婚、スカーレットは後悔しながらも結局結婚してしまう。しかしチャールズは結婚後まもなく戦場に赴き病死。スカーレットは17歳にしてチャールズとの間にできた長男ウェードを出産して、未亡人となる。
ウェードを連れてアトランタに赴き、ピティパット・ハミルトンとメラニーとの新生活を始めたスカーレットの前に、かつて無頼な行為で社交界から締め出されたレットが、彼女が未亡人になった事を聞いて現れる。スカーレットに自分と似たものを感じるレットは、スカーレットが被る淑女の仮面を取り去り、彼女本来の姿を露わにしようとする。またスカーレットも、喪服姿でダンスパーティに参加する等破天荒な行為で周囲の度胆を抜く。
そんな中、南軍は北軍に対して苦戦を強いられ、遂にアトランタの陥落も目前となったが、出産を目前に控えたメラニーの看護をしていたスカーレットは、脱出の機会を失ってしまう。進撃する北軍の砲声の中、産後間も無いメラニーとその赤ん坊やウェードを抱えて脱出の機会を失い途方に暮れた彼女は、大嫌いなレットに助けを求める。タラへの帰還を望む彼女を、レットは炎上するアトランタから痩せ馬の馬車で脱出させる。危険地帯を通り抜けた後、レットは自分は軍隊に入るのでこの先は一人で帰るようにとスカーレットに告げる。冗談だと思い笑うスカーレットに情熱的な口づけをして、レットは南軍の守る前線へと赴く。
置き去りにされて怒り心頭に発したスカーレットだが、ようやく故郷・タラへと到着した。しかしタラは北軍の駐屯で荒廃し、頼りにしていた母・エレンも腸チフスで病死していた。一夜にしてオハラ家の主となった彼女の意識は、飢えを凌ぐことと故郷を守ることだけに集中する。税金の工面に窮したスカーレットは、妹スエレンの恋人であり商店を営んでいたフランク・ケネディを奪い再婚したが、やがてフランクの商才のなさから自ら商売を始める。その間にフランクとの女児（エラ）も儲けるが、当時女性が男性を差し置いて主体的に経営を行うことはタブーに近かったり、北軍の移住者と友人になったりしたことから周囲からの評判は下降し、メラニーを始めとするウィルクス家の人々とレットを除き彼女の周囲から古い友人は続々と離れていく。また彼女の不用心な行動が難民から襲われる事件を引き起こし、加害者に制裁を加えようとしたフランクは銃弾に倒れてしまう。
スカーレットは、レットと3度目の結婚をする。レットはそれまでの夫と違い妻が商売をすることに反対せず、スカーレットの自由にさせる。やがて2人の間には娘のボニーが生まれ、レットは初めての娘を溺愛する。しかし、スカーレットの想いが依然としてアシュレーにあり、また彼女が自分を愛する者に対して無慈悲であることを知るレットは、以前からスカーレットを愛していたことをひた隠しにする。また、スカーレット自身も次第にレットを愛するようになっていたにもかかわらず、自分は相変わらずアシュレーを想い続けていると信じ込み、それを自覚することが出来ずにいた。ある日、スカーレットはアシュレーとの会話で、彼がレットと自分の夫婦関係を嫉妬していることを知る。スカーレットはレットにこれ以上子供を作りたくないという理由で寝室を別にしたいと告げる。するとレットは、スカーレットが夫としての自分の権利を拒絶するなら今後は他にいくらでもいる別の女と関係を持つだけだと告げ、スカーレットにせいぜい純潔を守ることだとも言う。何事もなかったかのようにレットが去ったあと、スカーレットは、以前から自分を悩ませていた、冷たい霧の中を恐怖にかられ必死に何かを求めて彷徨う悪夢から夜中に目覚めても、今までのようにレットの逞しい胸に抱き寄せられて慰められることはもうないのだと後悔し、自分をひどく不幸に感じて泣く。ある時、酔ったレットがスカーレットを強引にベッドに連れて行き、スカーレットは初めて肉体的な喜びを知る。しかし、レットは自らその行為を恥じる。一方レットの情熱的な訪れを待つスカーレットは、訪れることのないレットに対して自分が単に嬲り者にされたと思い、2人の気持ちはその日から更に擦れ違い、夫婦仲は日増しに険悪になって行く。再び妊娠したスカーレットにレットが暴言を吐いたことがきっかけで、スカーレットが階段から転落、流産して生死を彷徨う。レットはメラニーに、スカーレットがもし死んでしまったなら耐えられないと、スカーレットへの激しい愛を吐露する。しかしこの流産は二人の間に深い溝を作ることになり、レットはボニーに全ての愛情を注ぐが、ボニーは彼がプレゼントしたポニーの「バトラーさん」から落馬し、スカーレットの目の前で死んでしまった。これを機にスカーレットとレットの最後の絆が断たれてしまい、レットは家に寄り付かなくなる。
娘を失ったショックから抜け切らないうちに、スカーレットに最後まで友愛を示し続けたメラニーまでが産褥により命を落とす。スカーレットは、この時初めてアシュレーを奪った恋敵として憎んでいた筈のメラニーを、実は心から愛し頼りにしていたことに気付く。また、死の床のメラニーからレットの自分に対する愛情を知らされ、初めて、自分も愛しているのはアシュレーではなくレットであり、これまで彼女を理解し助けていてくれたのも彼だということを自覚する。スカーレットは彼女の悪夢の中で何かを探していた自分の「その何か」が漸く見つかった思いで霧の中を急いで帰宅する。スカーレットはレットに心から謝罪し愛を打ち明ければ、2人の関係も回復するだろうと思っていた。しかしレットは既にスカーレットを追うことに疲れ切っていた。これまで隠してきた心の内の変遷と、ボニーを溺愛したのはスカーレットを素直に愛すことができない代償であったこと、結論として、もうスカーレットを愛してはいないことを説明し、1人で故郷のチャールストンに帰るつもりだと言う。スカーレットは必死に泣きすがるが、もはやレットの決意をひるがえすことは不可能なことを悟る。自分を支え続けてくれたレットとメラニーを同時に失い遂に孤独となったスカーレットだが、彼女はやがて明日に希望を託し、絶望の中から一歩踏み出す。

## 登場人物
ケイティ・スカーレット・オハラ（Katie Scarlett O'Hara）
ヒロイン。父の母親の名前をつけられたが、彼女の父親を除けば単にスカーレットと呼ばれている。一代で富を築いたアイルランド系移民である父と、フランス貴族出身の母を持つ、農園主の令嬢。真の貴婦人である母エレンを敬愛しながらも、彼女自身は気が強く、機敏で計算高く、貪欲なエゴイストで、極めて自己中心的な精神を持つが、決して困難には屈しないプライドと意志の強さも持っている。一度相手を捕えると離さない、強烈な魅力と美貌の持ち主で、周りの男性からちやほやされて育った。しかし結婚してすぐに夫が死に、更に南北戦争の敗戦後財産を全て失い波乱の人生を送ることとなる。数字に強く、男性の心を掴む技術にも長けており、商才がある。実家の農園タラを心から愛している。
レット・バトラー（Rhett Butler）
チャールストンの名家出身だが紳士的に振る舞おうとはせず、うわべの愛国心を装うことなく世間の反発を買う。スカーレット同様、計算高く、機敏で貪欲なエゴイストだが、彼女との違いは物事や人を的確に見抜く能力と、上流社会の見せかけの偽善に対しての侮蔑心や名家らしからぬ奔放な言動で、父親から勘当され社交界からは締め出された。戦争が始まる前から南部の敗戦を予測し、軍隊には加わらず封鎖突破船の船長として北軍による海上封鎖を破り、商品を投機的に売ることで巨万の富を築き、戦後は莫大な公金を横領した海賊的紳士。スカーレットをアトランタからタラに送る途中に傷ついた少年兵を見て軍に志願するが、北軍に囚われる。
実はスカーレットを愛しているが、なかなか本心は見せようとせず彼独特の方法で求婚し、スカーレットが二度の結婚を経たのちにやっと結ばれた。端正な容貌をしており、スカーレットは新婚旅行先での他の女性たちからの羨望の眼差しで、はじめてそのことに気づく。皮肉で傲慢な態度を見せるが意外にも子供には優しく、特にボニーのことは溺愛していた。最後にはスカーレットへの愛に疲れ、彼女の前から去る。
ジョージ・アシュレー・ウィルクス（George Ashley Wilkes）
普段は単にアシュレーと呼ばれる。スカーレットが思いを寄せる名家出身で教養もあり、紳士的な長身の美青年。スカーレットの誘惑に悩まされるが、精神的な支えとして最初から従姉妹のメラニーと深く結ばれていた。万事において精神主義的で博愛主義的な綺麗事を好むが、行動力には乏しい。一見無垢な彼の言動に、スカーレットのみならずレットまでをも含む周囲の人間が振り回されている場面が多い。特にスカーレットへの彼の言葉は、スカーレットとレットの間に決定的な亀裂をもたらし、最終的に破局に追い込んだ。スカーレットと妻メラニーの間で揺れ動いた結果、「メラニーが僕の全てだった」そしてスカーレットは肉体的にしか愛せないと彼女の死後、スカーレットに打ち明ける。
メラニー・ハミルトン・ウィルクス（Melanie Hamilton Wilkes）
アシュレーの妻でチャールズの妹。スカーレットの義姉。病弱だが心優しく純真で健気な女性。家族を心から愛しており、またスカーレットが自分に深い嫉妬を抱いているとは知らずスカーレットを信じ、まるで実の姉のように慕っており、世間の非難からも敢然と庇う。普段は気が弱いが、自分の愛するものに危機が迫ると勇気を発揮する。全てを包み込む包容力の塊のような女性で、その優しさはレットをも包み込むほど。レットも彼女には惜しみない敬愛の念を抱く。死の床でアシュレーをスカーレットに托す。
ボールガード・ウィルクス（Beauregard Wilkes）
アシュレーとメラニーの息子。通称はボー。南軍のボールガード将軍から名づけられた。
チャールズ・ハミルトン（Charles Hamilton）
スカーレットの最初の夫。アシュレーの妹である従姉妹のハニーの許婚者だったが、かねてから崇拝していたスカーレットに誘惑されて結婚した。スカーレットはアシュレーとメラニーの婚約を知り、あてつけのために彼と結婚したため彼を愛してはいなかった。結婚の2ヵ月後、戦う前に病死した。
ピティパット・ハミルトン（Aunt "Pittypat" Hamilton）
メラニーとチャールズの叔母。本名はサラ・ジェーンだが、そう呼ばれることはほとんどない。世間知らずな老婆で、何かショックなことなどがあるとすぐ気絶（もしくは気絶するふりを）する。オールドミスである。
ウェード・ハンプトン・ハミルトン（Wade Hampton Hamilton）
スカーレットとチャールズの息子。母親と戦争に怯えて育った、父親似の内気で優しい子供。なお名前のウェード・ハンプトンはサウスカロライナ出身の南軍将校として実在した人物である。
ジェラルド・オハラ（Gerald O'Hara）
スカーレットの父。背の低いアイルランドの移民で、農園を開き1代で富を築いた。妻・エレンの死のショックからぼけてしまう。アンドルーとジェイムズという名前の兄がいる。
エレン・ロビヤール・オハラ（Ellen Robillard O'Hara）
スカーレットの母。サバンナ出身のフランス貴族の家柄出身。心優しい真の貴婦人。古い女性としての立場を守り、模範的な妻であり母でもある。しかし昔の恋人で従兄弟でもあるフィリップへの想いを心の奥深くに隠し、腸チフスで死亡する。死の床では彼の名を呼んだという。スカーレットは母をとても尊敬していたためその死は衝撃的だった。
スーザン・エリナー（スエレン）・オハラ（Suellen O'Hara）
スカーレットの上の妹で、普段はスエレンと呼ばれている。目立ちたがり屋なため、母の淑女になるためのしつけには素直に従っていた。気位が高く愚痴っぽいのでスカーレットは彼女を嫌っており、スエレンもスカーレットを目の敵にしている。許婚者のフランクをスカーレットにとられ、その後生活の為ジェラルドを騙して合衆国政府への忠誠文のサインを書かせ賠償金を取ろうとするも正気になったジェラルドは激怒、落馬して死ぬきっかけを作った娘として村八分になる。ウィル・ベンティンと結婚し2児の母となる。
キャロライン・アイリーン（キャリーン）・オハラ（Carreen O'Hara）
スカーレットの下の妹で、普段はキャリーンと呼ばれている。気が弱いため、スエレンと同じく母のしつけには素直に従っていた。信心深い性格で母と婚約者ブレント・タールトンの死後、お祈りを欠かさずしている。後にブレントの戦死を悼みチャールストンの尼僧院に入ってしまう。
ウィル・ベンティン（Will Benteen）
身寄りのない元プアホワイトの南軍復員兵。洞察力に優れた人格者。オハラ家に住み、農園の再建の大きな力になる。キャリーンを愛していたが想いは伝えず、後にスエレンと結婚する。
フランク・ケネディ（Frank Kennedy）
スカーレットの2番目の夫。紳士的だが、気の弱い中年男性。ひげを生やしている。スエレンの許婚者だったが、敗戦後貧乏にあえぎ農園再建の金に困っていたスカーレットが金目当てに彼を誘惑し、結婚した。商売下手だったため、妻の尻にしかれることになる。スカーレットを襲った浮浪者たちに復讐するさなか命を落とす。
エラ・ロレーナ・ケネディ（Ella Lorena Kennedy）
スカーレットとフランクの娘。スカーレットはこの子を低脳と決め付ける。
ボニー・バトラー（Eugenie Victoria "Bonnie" Butler）
スカーレットとレットの愛娘。本名はユージェニー・ビクトリアだがそう呼ばれるとことはほとんどなく、数種類ある南部の旗の一つ、ボニー・ブルー・フラッグ（麗しき青旗）のように美しい青い瞳の子としてボニーと呼ばれた。愛馬のポニーに「バトラーさん」と名づけたが、落馬事故により夭折。その死により、レットはスカーレットとの別離を決意する。
マミー（Mammy）
エレンが実家から連れてきた忠実な女黒人奴隷で、エレンとスカーレット、その子供たちの3代にわたっての乳母。エレンの母（スカーレットの祖母）に厳しくしつけられたためか礼儀作法に厳しく、またオハラ家の奴隷達を取り仕切っていた。スカーレットに礼儀について口やかましく言うが、それはスカーレットを思ってのこと。奴隷解放のあともオハラ家に残った数少ない1人であり、レットでさえも彼女からは敬意を払われたいと思うほどの人物。常にスカーレットの傍を離れず、スカーレットがレットと結婚した後も仕えてきたが、ボニーの死後、冷え切った二人の関係を見て、自分には何もできないと悟り、タラに帰る。
ポーク（Pork）
奴隷解放のあともオハラ家に残った数少ない黒人奴隷の1人。妻のディルシーと義理の娘のプリシーまで買ってくれたジェラルドに恩を感じており、敗戦後もオハラ家のために尽くす。
ディルシー（Dilcey）
ポークの妻。奴隷解放のあともオハラ家に残った数少ないインディアンと黒人の混血奴隷の1人。娘を一緒に買ってくれたジェラルドに恩を感じ、夫と同じくオハラ家に尽くす。インディアンの血が醸し出す威厳があり、スカーレットからも一目置かれている。
プリシー（Prissy）
ディルシーの娘で、スカーレットのお付の黒人奴隷。虚言癖があり、すぐ得意がるが、いざという時まるで役に立たない。
ベル・ワトリング（Belle Watling）
アトランタの娼館（酒場付きの売春宿）の女主人。レットの愛人。（→Belle Brezing）
インディア・ウィルクス（India Wilkes）
アシュレーの妹で、自分の恋人スチュアートを奪い、かつ妹のハニーと恋仲だったチャールズと結婚したスカーレットを憎んでいる。
ジョン・ウィルクス（John Wilkes）
オハラ家近隣のオークス屋敷（Twelve Oaks）の当主でアシュレーやインディア、ハニーの紳士的な父親。息子アシュレーと同様に戦争に懐疑的であったがアトランタ包囲戦に志願し砲弾を直撃し戦死する。
ブレント・タールトン（Brent Tarleton）
スチュアート・タールトン（Stuart Tarleton）
オハラ家の近隣の大地主タールトン家の御曹司でスカーレットに想いを寄せる赤毛の双子兄弟。スカーレットがメラニーの兄チャールズと結婚するとブレントはスカーレットの妹のキャリーンと、スチュアートは再びアシュレーの妹のインディアと恋仲になるが、二人とも兄のトムと共にゲティスバーグの戦いで戦死する。
アレックス・フォンティーン（Alex Fontaine）
オハラ家の近隣の大地主フォンティーン家の御曹司で弟トニーやアシュレーと共に近隣では数少ない南軍復員兵。ゲティスバーグの戦いで戦死した兄のジョーに代わりミモザ屋敷の当主となる。ジェラルドを死に追いやったスエレンに憤慨する。後に亡兄の妻サリーと結婚する。
トニー・フォンティーン（Tony Fontaine）
アレックスの弟。スカーレットは彼がスエレンと恋仲になったとフランクに嘘をつきフランクと結婚する。後にオハラ家の元農場監督のジョナス・ウィルカースンを射殺し、テキサスへ逃亡する。
ミード博士（Dr．Meade）
アトランタの名士である医師で熱狂的な南部連合支持者。南北戦争に懐疑的なレット・バトラーとも対立する。長男ダーシーをゲティスバーグの戦いで、次男フィルをアトランタ包囲戦で失う。

## 映画版
1939年にアメリカで公開されたのを皮切りに、世界的なヒット作となり、第12回アカデミー賞では作品賞・監督賞・主演女優賞・助演女優賞・脚色賞を始めとした8つのオスカーを含む10部門を受賞した。

## 舞台版

### 日本の舞台
この作品は、その背景となっているアメリカ南部諸州の南北戦争の敗戦とその後の南部再建の姿が、太平洋戦争の敗戦と戦後復興という近代日本の歴史に通じる部分があることなどから、度々舞台公演もされている。1966年に東宝の菊田一夫制作・脚本・演出により世界最初の舞台化・ストレートプレイで、新たな帝国劇場（二代目）で初演され大ヒットロングランとなった。
前編はスカーレットが、荒廃のタラで復活を誓う場面まである。本物の馬が登場したことも、大きな話題を呼んだ。翌67年に後編が上演。前後編をあわせた総集編も公演した。ダブル主演で、スカーレットを有馬稲子と那智わたるが、レットを宝田明と高橋幸治が演じた。
1970年に、東宝ミュージカル版が『スカーレット』の題名で、帝国劇場で初演された。作詞・作曲はハロルド・ローム。レット役は宝田明がキャスティングされたが、直前に怪我により降板、北大路欣也が代役を務めた。このミュージカル版はブロードウェイのスタッフによって英語版が制作され（英語版の脚本はホートン・フート）、ロンドン・ウエスト・エンド、ロサンゼルスでも公演された。
1977年に、宝塚歌劇団で東宝版とは異なったミュージカル版が初演されヒットした。以来幾度も再演され、宝塚の重要な演目の1つとなっている。詳細は風と共に去りぬ (宝塚歌劇)を参照。
1987年に、大地真央主演で東宝ストレートプレイ版を再演した。1996年に再び大地主演で、アレクサンドラ・リプリーの続編小説『スカーレット』を原作に続編のストレートプレイ『スカーレット』を上演。詳細はスカーレット (小説)#演劇を参照。更に2001年、大地主演で新しい東宝ミュージカル版『風と共に去りぬ』を初演（これで和製ミュージカル版は3ヴァージョンとなる）。作詞は秋元康、作曲は佐橋俊彦。同作を一部改訂し2002年に大阪の梅田コマ劇場、2003年に名古屋の中日劇場、帝国劇場、2006年に福岡の博多座で再演された。87年版と96年版のレット役は大地の夫だった松平健。96年時は夫婦共演だった。大地は宝塚版の初演で機関士役と新人公演（公演期間中にある入団7年目以下の新人による公演）の第一部でスカーレット役を演じている。
2011年6月に大阪の梅田芸術劇場で、6月～7月に帝国劇場開場100周年記念公演として、東宝ストレートプレイ版第一部・第二部『風と共に去りぬ』が、主演のスカーレットを米倉涼子、レットを寺脇康文で、24年ぶりに公演された。宝塚に在籍の経験ないスカーレット役は初。
|                                                                                          | スカーレット・オハラ | レット・バトラー | メラニー・ハミルトン | アシュレー・ウィルクス | ベル・ワトリング | マミー     | ミード博士 |
| ---------------------------------------------------------------------------------------- | -------------------- | ---------------- | -------------------- | ---------------------- | ---------------- | ---------- | ---------- |
| 1966年・帝国劇場公演・第一部 1967年・帝国劇場公演・第二部                                | 有馬稲子 那智わたる  | 宝田明 高橋幸治  | 淀かほる             | 仲谷昇                 | 浜木綿子         | 京塚昌子   | 益田喜頓   |
| 1968年・帝国劇場公演・総集編                                                             | 那智わたる           | 高橋幸治         | 淀かほる             | 平田昭彦               | 浜木綿子         | 京塚昌子   | 益田喜頓   |
| 1970年・帝国劇場公演 ミュージカル『スカーレット』                                        | 神宮寺さくら         | 北大路欣也       | 倍賞千恵子           | 田宮二郎               | 加茂さくら       | 葦原邦子   | 益田喜頓   |
| 1974年・帝国劇場公演・第一部                                                             | 上月晃               | 宝田明           | 淀かほる             | 横内正                 | 真木洋子         | 京塚昌子   | 益田喜頓   |
| 1987年・帝国劇場公演・第一部                                                             | 大地真央             | 松平健           | 遥くらら             | 田中健                 | 前田美波里       | 角田淑子   | 益田喜頓   |
| 1996年・帝国劇場公演 スカーレット（続・風と共に去りぬ）                                  | 大地真央             | 松平健           | ―                    | 井上倫宏               | ―                | ―          | 仲谷昇     |
| 2001年・帝国劇場公演・ミュージカル 『風と共に去りぬ』                                    | 大地真央             | 山口祐一郎       | 杜けあき             | 今井清隆               | 寿ひずる         | 花山佳子   | 沢木順     |
| 2002年・梅田コマ劇場 2003年・中日劇場・帝国劇場公演 ミュージカル『風と共に去りぬ』(再演) | 大地真央             | 今井清隆         | 杜けあき             | 石井一孝 岡幸二郎      | 寿ひずる         | 花山佳子   | 福沢良一   |
| 2006年・博多座公演 ミュージカル『風と共に去りぬ』(再演)                                  | 大地真央             | 今井清隆         | 杜けあき             | 岡幸二郎               | 寿ひずる         | 花山佳子   | 福沢良一   |
| 2011年・梅田芸術劇場・帝国劇場公演・第一部・第二部                                       | 米倉涼子             | 寺脇康文         | 紫吹淳               | 岡田浩暉               | 高橋ひとみ       | 池谷のぶえ | 坂口芳貞   |

2024年に小説と映画を基に朗読劇・Classic Movie Readings Volume2として上演された。紅ゆずる、五関晃一、寺西拓人、平田裕香、長戸勝彦ら出演。

### 日本国外のミュージカル
2003年にフレンチロック・ミュージカル『ロミオとジュリエット』で知られるジェラール・プレスギュルヴィックによってフランスでミュージカル化。初演のスカーレット役はプレスギュルヴィックの娘であるローラ・プレスギュルヴィック。2015年1月と2015年～2016年に韓国でも上演された。アジアでは初の上演。2008年にイギリスでもミュージカル化され、ウエスト・エンドで初演。

## 歌曲
「風と共に去りぬ (曲)」（Gone With the Wind） は、ハーブ・マジソン（Herb Magidson）作詞、アリー・リューベル（Allie Wrubel）作曲で1937年に発表された。小説『風と共に去りぬ』にインスパイアされて作られたと言われているが、内容は抽象的な失恋の歌であり、小説や映画とは直接の関係はない。映画『風と共に去りぬ』の宣伝に使われたとも言われている。
ミディアムスロー・テンポで歌われるメジャーなバラードで派手な曲でなく、ヒットはしなかった。だが、1940年代以降のモダン・ジャズ時代になると、通好みの『ひねった』曲調がシンガーやピアニストに好まれるようになり、それ以降、スタンダード・ナンバーとなっている。数多くのミュージシャンがカバーしているが、とりわけ日本においては、ジュリー・ロンドンやエラ・フィッツジェラルドの歌唱も有名である。

## 評価

### 人種差別問題
あくまで南部白人の視点からのみ描かれた本作は、「奴隷制度を正当化し、（オハラのような）白人農園主を美化している」ため人種差別を助長するとして根強い批判と抗議を受け続けている。特に黒人奴隷の描写を非常に強く批判されており、また白人至上主義団体クー・クラックス・クラン（KKK）を肯定している点等も強い批判を受けている（主人公スカーレットの周囲にいる白人男性たちは、レット・バトラー以外のほぼ全員がクランのメンバーである）。
この小説に対抗して、『風と共に去りぬ』の黒人奴隷達を主体にした黒人からの批判的パロディー小説『The Wind Done Gone』（『風既に収まる』の意）が、黒人女性作家アリス・ランデルによって2001年に著されている。この『The Wind Done Gone』は、ミッチェル財団から「著作権侵害」として提訴された。いったんは連邦地裁が出版差し止め命令を下したものの、2001年5月25日、アトランタの連邦高裁によって「著作権侵害に当たらず」として却下されている。その後、両当事者は法廷外で和解し、この本はニューヨーク・タイムズのベストセラーとなった。

## 続編
初刊から大ベストセラーとなったが、ミッチェルの生前発表した作品は本作のみであった。続編の希望はあったものの、ミッチェルが病弱であったため、本作の執筆と完成だけでも膨大な年月を要し、同時に海賊版等の版権管理に追われたこともあって、本作以降の創作意欲を喪失してしまったためとされる。また、未発表原稿はあったものの、ミッチェルの遺志によって、死後夫により全て破棄されたとも言われる。
『風と共に去りぬ』を完結した作品とみなしていたミッチェルは、多くの人から勧められても決して続編を執筆しなかった。1949年に交通事故で他界し、夫ジョン・マーシュ（John Marsh）の手に渡った『風と共に去りぬ』の著作権は、1952年にジョンが死去すると兄のスティーヴンズ・ミッチェル（Stephens Mitchell）が相続し、1983年にスティーヴンズが死去するとさらにその子（つまりマーガレットの甥）であるジョー・ミッチェル（Joe Mitchell）とユージン・ミッチェル（Eugene Mitchell）に引き継がれた。
ミッチェルの相続人たちが恐れたのは、2011年に『風と共に去りぬ』の著作権が切れた後、誰もが競って続編を書き始めるという状況が現出することであった。実際、アン・エドワーズのような例（映画の脚本として続編を書くが裁判となり、続編の公開を阻止）もある。このような懸念からミッチェルの相続人たちは、先手を打って続編の出版を企画し、1991年にアレクサンドラ・リプリーの『スカーレット』が誕生した。
しかし『スカーレット』は、世界的な大ベストセラーとなりテレビドラマ化されるなど、商業的な成功を収めたものの、作品自体に対する世評には厳しいものがあった。そこで1995年、イギリスの作家エマ・テナントに続編の執筆が依頼された。執筆には『風と共に去りぬ』の全体的なトーン、人物設定や背景を踏襲するという条件が付され、さらに白人と黒人の結婚は禁止、同性愛や近親相姦についての言及も禁じられた。テナントは『タラ』と題する575ページの原稿を書き上げたが、「感覚がイギリス的過ぎる」という理由でミッチェルの相続人側から却下され、出版も差し止められた。その後、アトランタ生まれの作家パット・コンロイにも続編の執筆が打診されたが、契約書中の同性愛等の描写を禁止する条項が作家としての自由を妨げるものとして、コンロイはこの依頼を引き受けることはなかった。
さらに続編の執筆者探しの試みは続けられ、南北戦争を舞台にした小説で評価されたドナルド・マッケイグに白羽の矢が立った。今度は過去の失敗を踏まえ、現代までの性や人種に関する人々の意識の変化を作品に反映することを容認し、内容に過度の干渉を加えないよう配慮がなされた。マッケイグは、スカーレット・オハラではなくレット・バトラーの視点で続編を書き、2007年にアメリカで『レット・バトラー』が刊行された。

## 主な日本語訳
長年にわたり大久保・竹内訳で読まれたが、2015年に下記2社で新訳が刊行（各・電子書籍版あり）。
- 大久保康雄・竹内道之助訳『風と共に去りぬ』三笠書房[10] 全3巻、1938-39年（初訳版）

新潮文庫 全5巻、1977年、改版2004年→グーテンベルク21（電子書籍）、2016年
- 鴻巣友季子[11]訳『風と共に去りぬ』 新潮文庫 全5巻、2015年4月 - 7月。
- 荒このみ訳『風と共に去りぬ』 岩波文庫 全6巻、2015年4月 - 2016年3月[12]。

## 漫画
- 松井由美子画『風と共に去りぬ』 講談社なかよし、1967年8月号[13]
- 牧美也子画『風と共に去りぬ』りぼんコミックス、1968年1月号[14][15]
- 津雲むつみ画『風と共に去りぬ』 集英社週刊セブンティーン、1977年 - 1979年[16][17]
  - 集英社セブンティーン・コミックス 全7巻、1979年 - 1980年[18][19][20][21][22][23][24][25]
  - 集英社総集編 全2巻、1978年 - 1980年[26][27]
  - 集英社文庫コミック版 全4巻、2002年[28][29][30][31]

## 翻案
- 林真理子『私はスカーレット』- 物語はそのままに、ヒロイン・スカーレットの一人称で描いたリブート小説。小学館、新版2023年[32]。上巻 ISBN 9784093866774[33]、下巻 ISBN 9784093866781[34]、電子書籍も刊